# Krumspreeischer Kreis
Der Krumspreeische Kreis, auch Lübbenischer Kreis oder Lübbener Kreis genannt, war ein Kreis in der sächsischen Niederlausitz, der sich im 14./15. Jahrhundert herausbildete und in dieser Form bzw. Zuschnitt bis 1816 existierte. Hauptort des Kreises war die Stadt Lübben. Das ehemalige Kreisgebiet ist heute verteilt auf die brandenburgischen Landkreise Dahme-Spreewald, Spree-Neiße, Oberspreewald-Lausitz und Oder-Spree.

## Geschichte
In der Niederlausitz begann die Herausbildung der Kreise im 14. und 15. Jahrhundert. Sie orientierte sich an der alten Weichbildverfassung, d. h. den Gerichtsbezirken der zur Standschaft berechtigten Städte. 1372 werden in einer Urkunden die Mannen genannt, die in dem Weichbild zu Guben gesessen sind und in dem Gericht der Krummen Spree. 1411 heißt es: die Mannen, Ritter und Knechte der Weichbilder Luckau, Calau, Guben, Sommerfeld und in der Krummen Spree. 1444 wird von den Luckauischen, Calauischen und Lübbenischen Weichbild geredet und 1449 heißt es: in den Gerichten und Pflegen Luckau, Calau und Golßen, in den Gerichten und Pflegen zu Guben und Sommerfeld, in der Krummen Spree.
Schon früh bildeten sich in diesen Gerichtsbezirken ritterschaftliche Verbände heraus. Sie waren im Krumspreeischen Kreis jedoch schwach vertreten, da der größte Teil des Kreises von den Ämtern Lübben und Neu Zauche, dem Ordensamt Friedland sowie den drei großen Standesherrschaften Straupitz, Lieberose und Leuthen eingenommen wurde. Auch zur Stadt Lübben gehörte ein nicht gerade kleines Territorium. Die Fläche des Kreises war im Nordosten zudem durchsetzt mit einigen Exklaven des Gubenischen Kreises.

## Zugehörige Orte
Nach Lehmann, Historisches Ortslexikon der Niederlausitz und Blaschke, Kursächsischer Ämteratlas
- Alt Zauche
- Baroldmühle
- Behlow
- Biebersdorf
- Blasdorf
- Börnichen, Oberförsterei
- Briesensee (älterer Name Briesen bei Lübben)
- Bückchen
- Burglehn, Etablissement
- Buschmühle
- Butzen
- Byhleguhre
- Byhlen
- Caminchen
- Chossewitz
- Damme
- Dammendorf
- Doberburg (bis 1937 Dobberbus)
- Dollgen
- Dürrenhofe
- Eichberg (1929 eingemeindet nach Lieberose, inoffizieller Wohnplatz)
- Friedland
- Glietz (bis 1937 Sglietz)
- Goschen (bis 1937 Goschzschen)
- Gosda (Exklave im Calauischen Kreis)
- Goyatz (1937 Schwieloch, 1945 wieder rückbenannt)
- Gröditsch
- Groß Leine
- Groß Leuthen
- Groß Liebitz
- Groß Muckrow
- Grunow
- Guhlen
- Günthersdorf
- Hartmannsdorf
- Heideschänke (östlich von Klein Liebitz in der Heide, existiert nicht mehr)
- Hoffnungsbay
- Hollbrunn
- Jamlitz
- Jankemühle bei Chossewitz
- Jessern
- Karras
- Klein-Briesen
- Klingemühle bei Groß Muckrow
- Kokainz
- Krugau
- Kupferhammer bei Mixdorf
- Kuschkow
- Laasow
- Lamsfeld
- Leeskow
- Leibchel
- Leißnitz
- Lieberose
- Lindow
- Lübben
- Marienberg, Vorwerk bei Lübben
- Missen (Exklave im Calauischen Kreis)
- Mittweide
- Mixdorf
- Möllen
- Mochow
- Mühlendorf
- Münchhofe
- Neubrück bei Zaue
- Neu-Byhleguhre
- Neuhaus bei Steinkirchen
- Neu Zauche
- Oelsen
- Oelsener Mühle
- Pinnow
- Plattkow
- Pretschen
- Puschko, Forsthaus (existiert nicht mehr)
- Radensdorf
- Reicherskreuz
- Ressen
- Reudnitz
- Sacrow
- Säritz (Exklave im Calauischen Kreis)
- Sarkow
- Schadow
- Schlepzig
- Schuhlen (früher Skuhlen)
- Siegadel (früher Syckadel)
- Staakow
- Steinkirchen
- Stockshof
- Straupitz
- Treppendorf
- Voigtsmühle
- Waldow
- Weichensdorf
- Werchow (Exklave im Calauischen Kreis)
- Wiese
- Wittmannsdorf
- Wuggelmühle
- Wußwerk
- Zaue
- Zeust

1790 hatte der Krumspreeische Kreis 17.376 Einwohner. 1809 zählte der Krumspreeische Kreis 20.000 Einwohner.
In der Kreisreform von 1816 wurde der Krumspreeische Kreis mit der Herrschaft Beeskow zum neuen Lübbenschen Kreis vereinigt. Dabei fand eine Arrondierung der Grenzen statt. Der neue Kreis erhielt die in seinem Gebiet liegenden Exklaven anderer Kreise. Der Kreis wurde 1835 verkleinert. Dabei wurde die frühere Herrschaft Beeskow zum größeren Teil wieder abgetrennt. 1835 war auch der 1816 gebildete Kreis Teltow-Storkow wieder aufgelöst worden; der Kreis Teltow wurde wieder hergestellt. Die ehemaligen Herrschaften Beeskow und Storkow wurden zum Kreis Beeskow-Storkow vereinigt, der bis 1950 Bestand hatte.

## Adlige Landesälteste
- nach 1623 Jobst (II.) von Bredow[3]
- 1649–1654 Heinrich Joachim von der Schulenburg, Lieberose[4]
- 1649/1650 Nicolaus von Wallwitz, Straupitz[4]
- 1655–1662 Ulrich von Wolffersdorf, Neuzauche, Obristleutnant[4]
- 1662–1704 Henning von Zittwitz auf Groß Leine, † 5. Januar 1704[4]
- 1704–1715 Ulrich Gottfried von Wolffersdorf, Frauenberg und Mittweide, Amtshauptmann und Obristwachtmeister[4]
- 1715–1745 George Erdmann von Oppen, Platkow, † 18. Juli 1745[5][4]
- 1746–1773 Joachim Heinrich von Langen, zu Groß Leine, † 25. August 1773[4]
- 1774–1805 Ernst Abraham von Stutterheim (1724–1816), Wiese etc., Hauptmann[4]
- 1805–1810 Curt Friedrich Wilhelm Leopold von Loeben auf Neuhaus, Kammerherr[4]
- 1810–1812 Johann Heinrich Ernst von Schönfeld(-Werben V), auf Neuhaus, † 8. Dezember 1812[6][4]
- 1813/1814 Friedrich Ferdinand Bernhard Achatz von der Schulenburg, Lieberose[4]
- 1815–1816 Ewald von Trosky, Uckro etc., Vierhufs Erblehen bei Lübben[4][7] war danach bis 1827 Landrat des Kreises Lübben

## Landesdeputierte
- 1767–1774 Ernst Abraham von Stutterheim auf Wiese, Hauptmann[8]
- 1774–1796 Christian Maximilian von Rade, auf Neuhaus, † 12. März 1796[8]
- 1796–1800 Karl Heinrich Ferdinand von Houwald, Leupoldsches Erblehen in Lübben[8]
- 1800–1805 Kurt Friedrich Wilhelm Leopold von Löben, auf Neuhaus,[8] vorher auf Brodtkowitz im Sprembergischen Kreis
- 1805–1810 Johann Heinrich Ernst von Schönfeld auf Mittweide und Skuhlen[8]
- 1811–1813 Friedrich Anton von Stutterheim, auf Terpt[8]
- 1813–1815 Ewald von Trosky, Uckro[8]
- 1815–1860 August Ernst von Leyser, Sglietz, Hauptmann a. D., † 18. März 1860[8]